# Salmoninae
Die Salmoninae sind eine Unterfamilie der Lachsfische (Salmonidae). Es sind meist spindelförmige Fische mit schlankem, seitlich leicht abgeflachtem Körper und großem Maul. Sie kommen im Meer und in Süßgewässern in Nordamerikas, in Nord- und Mitteleuropa und in Nordasien vor.

## Merkmale
Salmoninae besitzen kleine Schuppen, im Unterschied zu den großschuppigen Coregoninae, der zweiten Unterfamilie der Lachsfische. Sie haben immer mehr als 110 Schuppen entlang Seitenlinie (weniger bei den Coregoninae). Die kurze Rückenflosse wird von weniger als 16 Flossenstrahlen gestützt (mehr bei den Thymallinae). Die Bauchflossen sitzen niedrig (ventral), die Schwanzflosse ist nicht oder nur leicht eingebuchtet. Die Maxillare ist bezahnt. Ein Orbitosphenoid (Schädelknochen) sowie  eine Suprapräoperculare (Knochen des Kiemendeckels) sind vorhanden.

## Lebensweise
Unter den Salmoninae gibt es Wanderfische, die im Meer leben und zum Laichen in Flüsse, Bäche und Seen wandern, und stationäre Formen in stehenden Süßgewässern. Alle sind sauerstoffbedürftig und bevorzugen kalte Gewässer. Sie ernähren sich von Wirbellosen und von kleineren Fischen.

## Gattungen

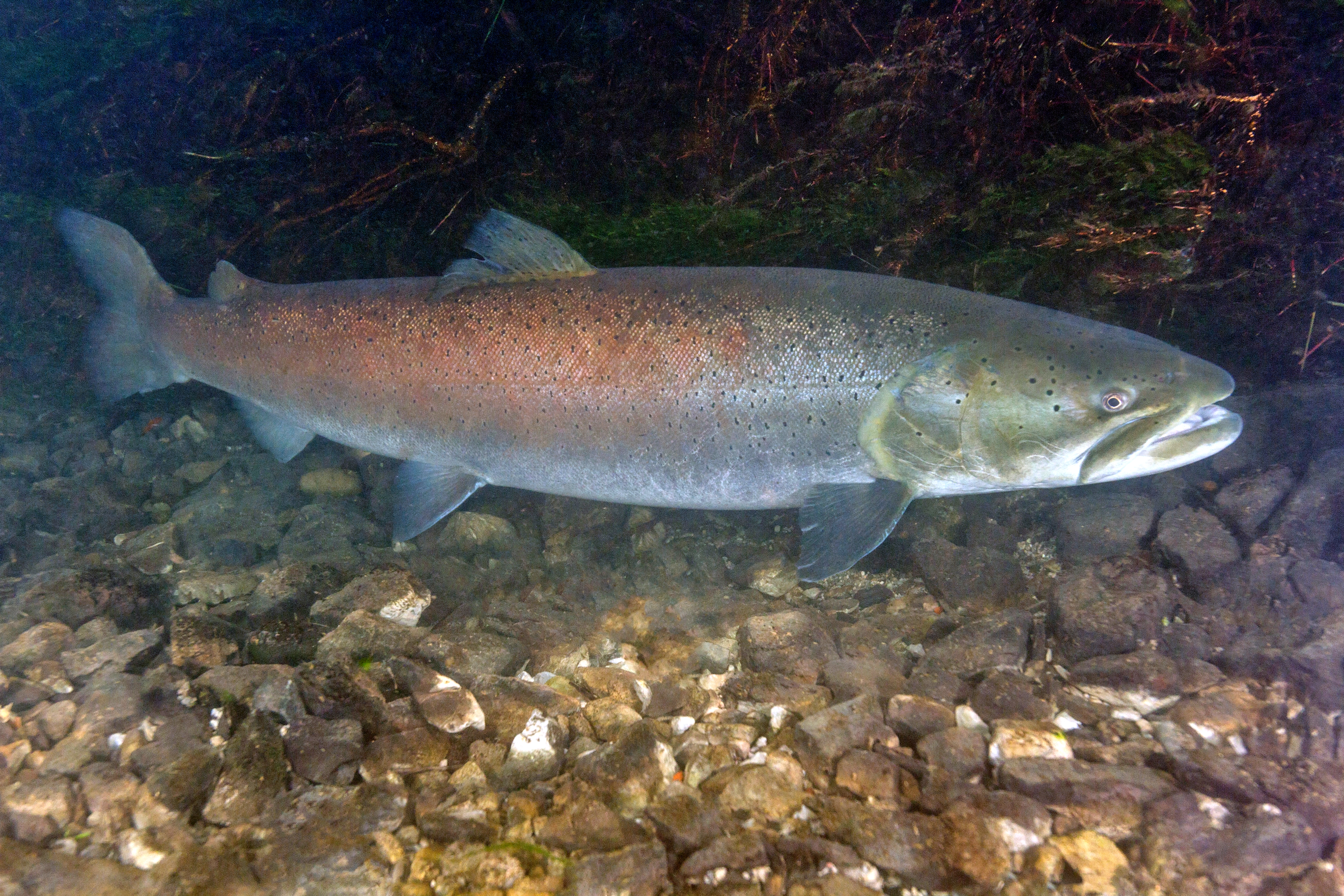
Huchen oder Donaulachs

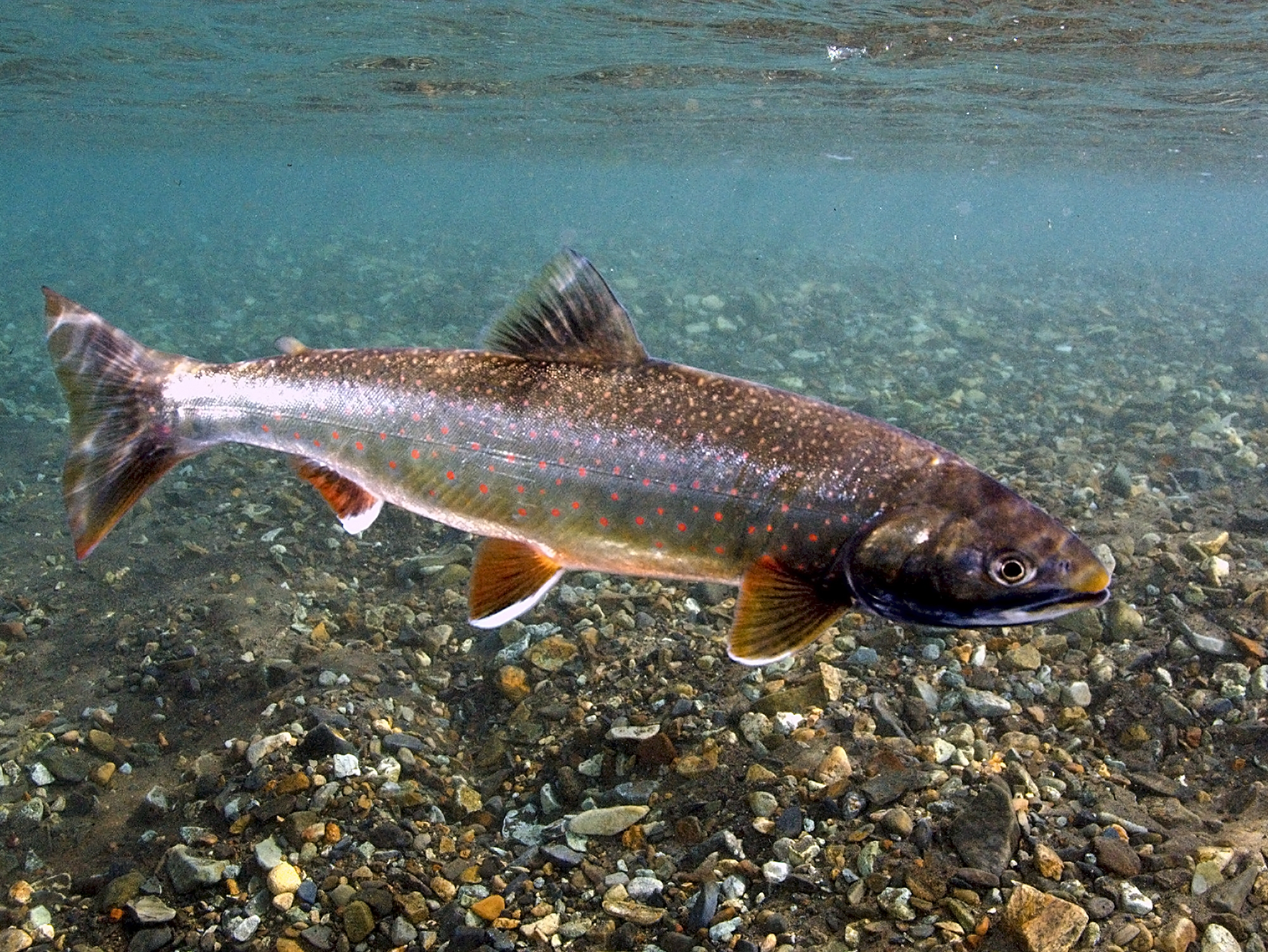
Dolly-Varden-Forelle

Es gibt sechs Gattungen und etwa 120 Arten:
- Brachymystax
- Hucho
- Oncorhynchus
- Parahucho
- Salmo
- Saiblinge (Salvelinus)

Das folgende Kladogramm zeigt die systematische Stellung der Salmoninae:
|  | Coregoninae                                                         |
|  |                                                                     |
|  | \| \| Salmoninae \| \| \| \| \| \| Äschen (Thymallinae) \| \| \| \| |
|  |                                                                     |
|  | Salmoninae                                                          |
|  |                                                                     |
|  | Äschen (Thymallinae)                                                |
|  |                                                                     |

|  | Salmoninae           |
|  |                      |
|  | Äschen (Thymallinae) |
|  |                      |